# STS-43
STS-43, voluit Space Transportation System-43, was een spaceshuttlemissie van de Atlantis. Tijdens de missie werd de vierde Tracking and Data Relay satelliet (TDRS-E) in een baan rond de aarde gebracht.

## Bemanning
| Positie            | Lancering                     | Landing                       |                               |
| ------------------ | ----------------------------- | ----------------------------- | ----------------------------- |
| Bevelhebber        | John Blaha 3e ruimtevlucht    | John Blaha 3e ruimtevlucht    |                               |
| Piloot             | Michael Baker 1e ruimtevlucht | Michael Baker 1e ruimtevlucht |                               |
| Missiespecialist 1 | Shannon Lucid 3e ruimtevlucht | Shannon Lucid 3e ruimtevlucht |                               |
| Missiespecialist 2 | David Low 2e ruimtevlucht     | David Low 2e ruimtevlucht     | David Low 2e ruimtevlucht     |
| Missiespecialist 3 | James Adamson 2e ruimtevlucht | James Adamson 2e ruimtevlucht | James Adamson 2e ruimtevlucht |

## Media

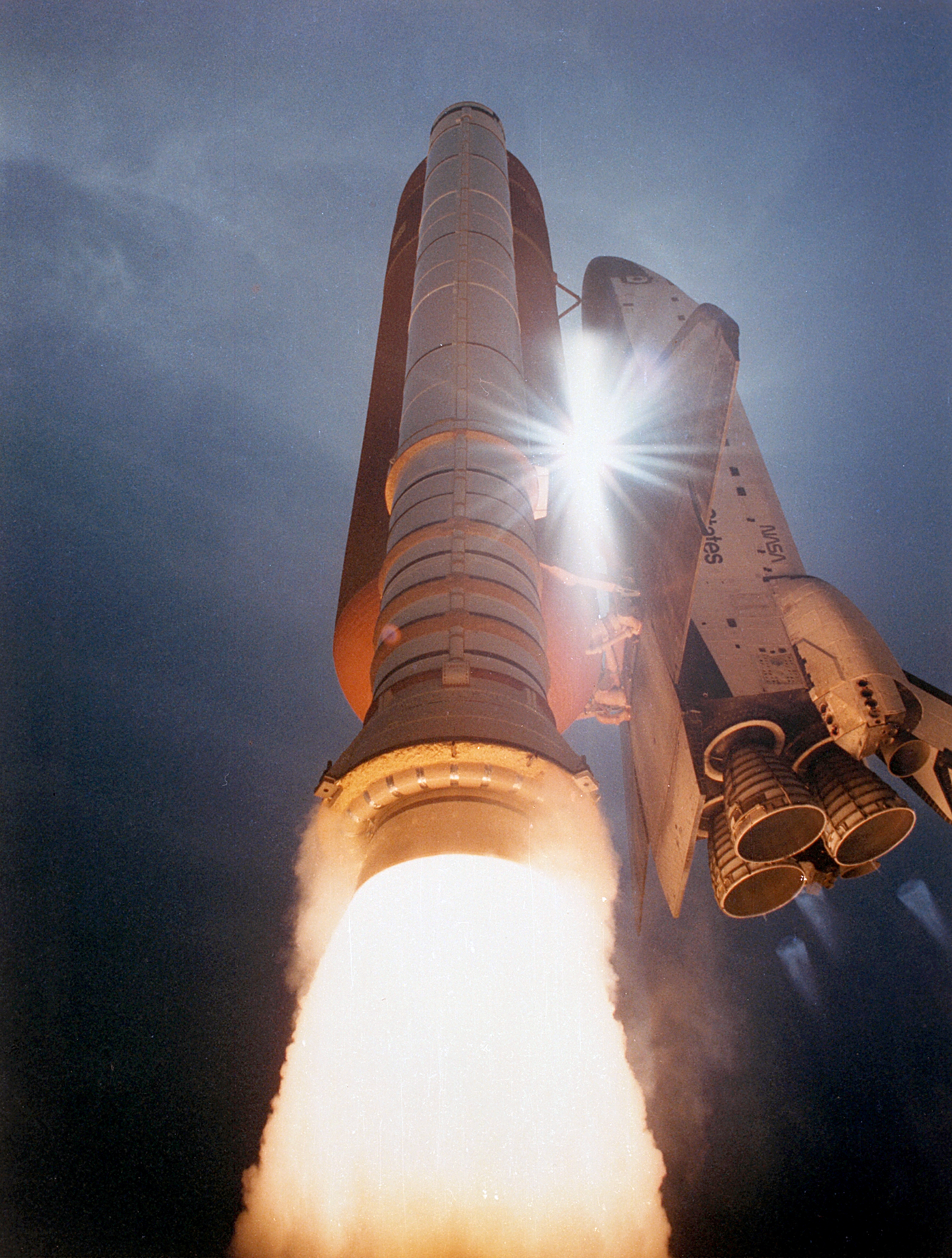
Lancering
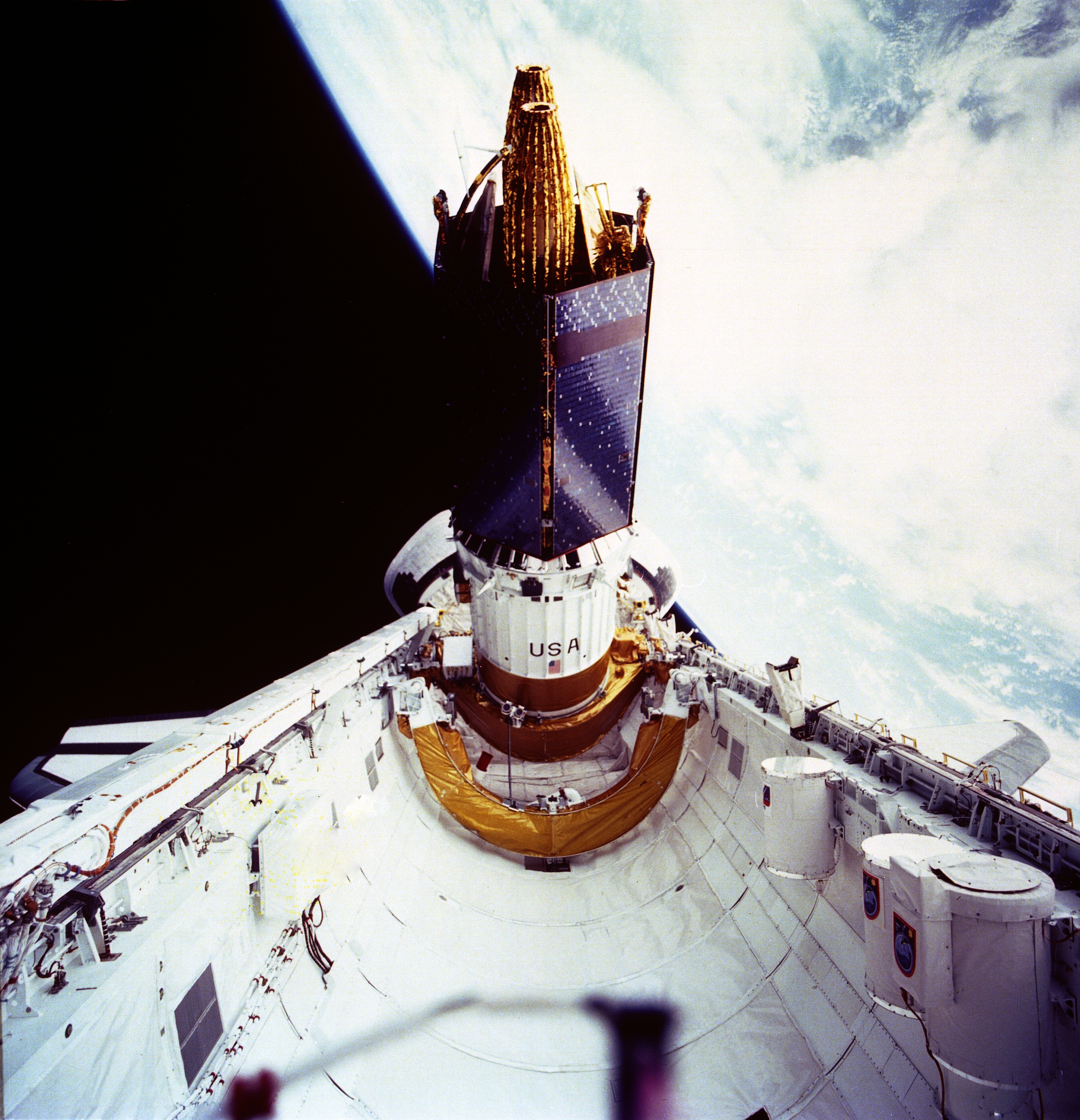
TDRS-E gekoppled aan de Atlantis

STS-51-J · STS-61-B · STS-27 · STS-30 · STS-34 · STS-36 · STS-38 · STS-37 · STS-43 · STS-44 · STS-45 · STS-46 · STS-66 · STS-71 · STS-74 · STS-76 · STS-79 · STS-81 · STS-84 · STS-86 · STS-101 · STS-106 · STS-98 · STS-104 · STS-110 · STS-112 · STS-115 · STS-117 · STS-122 · STS-125 · STS-129 · STS-132 · STS-135